# Joanne Catherall
Joanne Catherall (18 de septiembre de 1962, Sheffield) es una cantante inglesa, una de las dos vocalistas femeninas de la banda británica de synth pop The Human League.
En octubre de 1980, Catherall era una chica de escuela de 18 años cuando ella y su mejor amiga Susan Ann Sulley fueron descubiertas en el Crazy Daisy Nightclub de Sheffield por Philip Oakey, el cantante principal y miembro fundador de The Human League. Al poco tiempo, ella y Sulley fueron invitadas a unirse a la gira europea de la banda que estaba en crisis después de que el grupo original se hubiera separado. La pareja entonces se unió a Oakey en la formación de una nueva y comercialmente exitosa línea de The Human League.
Catherall ha permanecido en la banda desde entonces, trabajando durante 30 años. Hoy en día, es socia comercial en la banda.

## Sheffield 1980 y "The Crazy Daisy"
The Human League se había dividido recientemente de manera amarga por diferencias creativas, dejando solo a dos de los cuatro miembros originales, Oakey y Adrian Wright, para continuar. Fundamentalmente, The Human League fue contratada para una gira europea que comenzaría dentro de una semana. Ya en deuda con Virgin Records, Oakey tuvo que reclutar nuevos miembros de la banda en cuestión de días para la gira o ser demandado por los promotores de la gira, enfrentarse a la bancarrota y ver el final de la banda. Oakey entró en Sheffield una tarde para reclutar a una soltera cantante de acompañamiento para la gira, necesitaba reemplazar las voces de acompañamiento alto originales de Martyn Ware. 
Inmediatamente notó que Catherall y Sulley bailaban juntas en el Crazy Daisy, y ahora dice que estaban fuera de todas las otras chicas en el club debido a su estilo de vestir único, maquillaje impecable y movimientos de baile idiosincrásicos pero sofisticados. Sin preámbulo, Oakey pidió a ambas chicas que se unieran a la gira como bailarinas y vocalistas incidentales.
Catherall ahora afirma que sabía que era una oferta genuina, ya que Oakey era bien conocido en Sheffield; ella y Sulley ya tenían entradas para ver The Human League en el tramo de Doncaster de su gira. Catherall y Sulley aceptaron la oferta de inmediato, a pesar de no tener experiencia en canto o baile profesional. 
Sin embargo, las niñas tenían 17/18 años y la decisión final fue. ir a la gira costo con la decisión de sus padres. Los padres de ambas niñas no estaban contentos con la idea e inicialmente se negaron a dar su consentimiento. Esto se anuló a regañadientes cuando Oakey, con su corte de pelo ladeado, lápiz labial rojo y zapatos de tacón, visitó a ambos padres para convencerlos de que las niñas no sufrirían ningún daño. La escuela de Catherall y Sulley también estuvieron de acuerdo. a la ausencia, ya que se pensó que visitar Europa sería educativo. 
La primera gira europea de The Human League comenzó con los dos jóvenes reclutas asignados al baile y las tareas vocales incidentales. Las chicas en esta etapa eran solo invitadas en el grupo con un salario de £ 30 a la semana. Aunque la gira fue un éxito, la multitud se mostró hostil hacia Catherall y Sulley, ya que los fanáticos habían comprado entradas para la formación original exclusivamente masculina. Catherall recuerda haber esquivado varias latas de cerveza que le arrojaron durante la gira y, a menudo, la interrumpieron . Durante la gira, Oakey había experimentado con las chicas cantando en varias de las pistas originales y quedó impresionado con los resultados; también quedó impresionado con el profesionalismo y la determinación de las chicas durante la gira. 
A su regreso a Sheffield en diciembre de 1980, ambas niñas se convirtieron en miembros a tiempo completo de The Human League. 

## 1981 y el lanzamiento deDare
Después de la gira, Catherall y Sulley regresaron a la escuela a tiempo completo mientras Wright y Oakey se dedicaron a componer y escribir canciones. La nueva Liga Humana de Sulley, Oakey, Catherall y Wright comenzó a ganar terreno a principios de 1981 con el lanzamiento del single "Boys and Girls". A pesar de que llegó al número 48, fue el sencillo más exitoso en ese momento. Las chicas no fueron utilizadas en la producción ya que la canción fue escrita sin ningún respaldo femenino y estaban ocupadas con la escuela. Más tarde aparecieron en la portada del disco y en sesiones de fotos promocionales. 
Poco después de Boys and Girls llegó el reclutamiento de los músicos profesionales Ian Burden y Jo Callis, lo que agudizó considerablemente la producción de la banda. El lanzamiento del próximo sencillo "Sound of the Crowd" fue el avance comercial de la banda. También fue el primer sencillo que incluyó las voces completas de Catherall y Sulley, en lugar de incidentales. La banda fue invitada a tocar en el principal programa de música del Reino Unido, Top of the Pops de BBC TV, con solo unas pocas horas de anticipación. Lo primero que Catherall supo de su primera aparición en la televisión fue cuando la madre de Sulley se apresuró a recogerla a ella y a Sulley. de las lecciones a mitad de la escuela para el viaje en coche a los estudios de Londres. 
En ese momento, el vídeo musical se había vuelto muy popular para la televisión abierta. Estimulada por promociones pre-filmadas y apariciones en televisión en vivo, la banda comenzó a refinar sus estilos de apariencia personal para una audiencia comercial. Catherall adoptó el llamativo maquillaje delineado negro y el lápiz labial rojo brillante que se convirtió en su estilo característico de principios de la década de 1980.

## Resto de la década de 1980

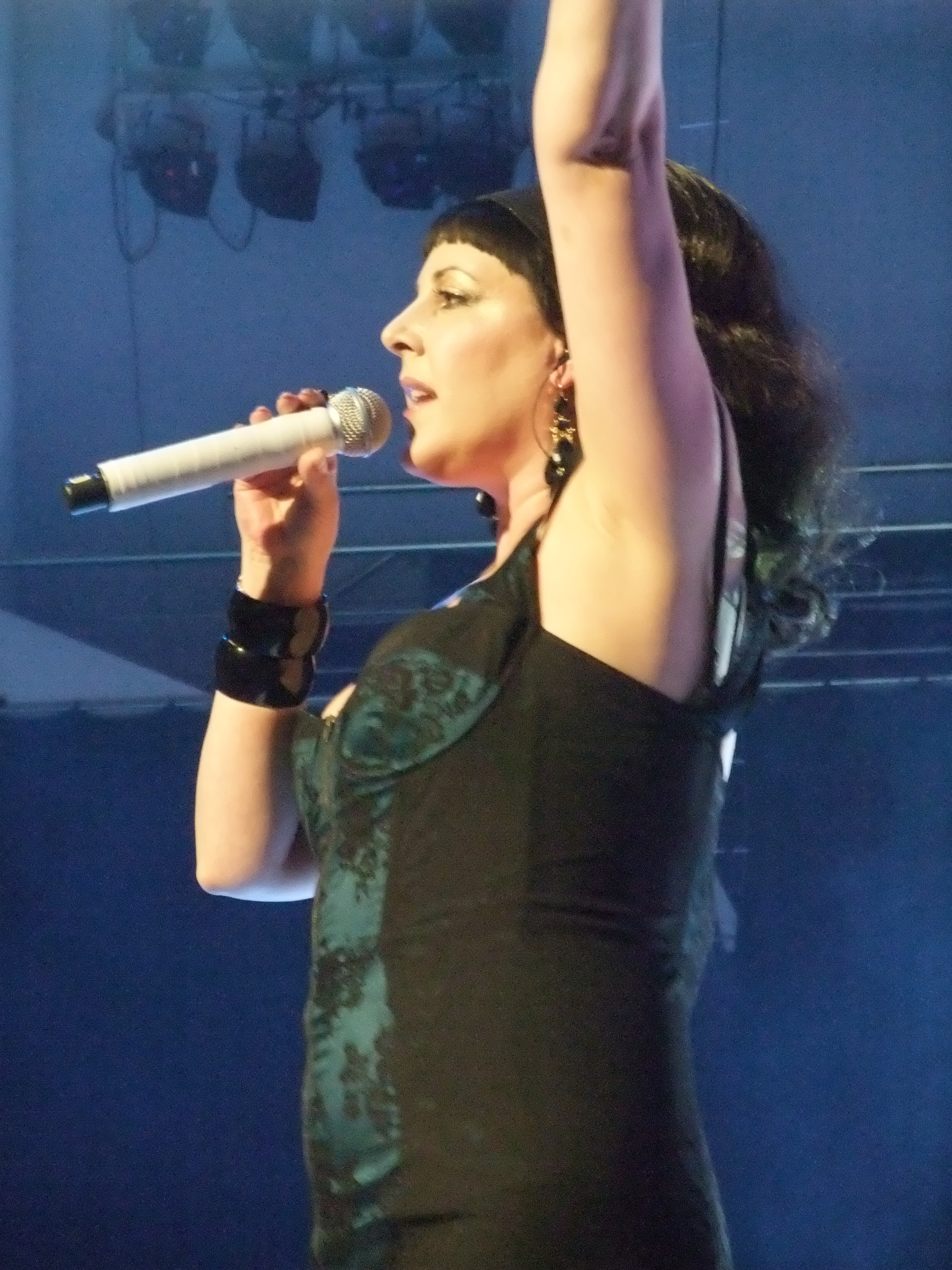
Joanne Catherall en 2008.

En 1982, aprovechando el éxito de Dare, The Human League se embarcó en una gira internacional. Al finalizar la gira, el grupo regresó a los estudios de grabación para comenzar con el seguimiento de Dare. En noviembre de 1982, el sencillo inspirado en Motown Mirror Man llegó a las listas de éxitos del Reino Unido, alcanzando el número dos. Seis meses después, el grupo lanzó el sencillo, (Keep Feeling) Fascination. Con la ayuda de un video promocional, este sencillo también se convirtió en el número dos en el Reino Unido y el número ocho en los EE. UU.
Sin embargo, después de esto, las sesiones de grabación de su próximo álbum se llenaron de tensión y el productor Martin Rushent se apartó del proyecto, al igual que el productor posterior Chris Thomas. Fueron reemplazados por el productor Hugh Padgham y se lanzó el álbum posterior Hysteria. a mediados de 1984, tres años después de Dare. Aunque entró en las listas en el número tres, el álbum no pudo igualar el éxito de Dare y rápidamente salió de las listas. 
Con Oakey trabajando en proyectos paralelos, los rumores de que la banda se había separado se perpetuaron en la prensa. Sin embargo, en 1986, Virgin Records emparejó a The Human League con el equipo de producción estadounidense Jimmy Jam y Terry Lewis. La banda se mudó a los Estados Unidos para grabar. Las tensiones creativas perturbaron su tiempo allí, tanto en la banda como con el equipo de producción. Sulley y Catherall, que afortunadamente se habían absuelto de cualquier responsabilidad creativa en 1981, quedaron exentos de las disputas, pero extrañaban su hogar y eran infelices en Estados Unidos. Creativamente, las grabaciones de Estados Unidos terminaron en amargura, pero no en un desastre total.
El sencillo Human fue lanzado en septiembre de 1986. Una balada sobre la separación y la infidelidad, le dio a Catherall su voz más prominente en cualquier sencillo de Human League. El video promocional era típico de mediados de la década de 1980 y el sencillo alcanzó el número uno en los Estados Unidos y el número ocho en el Reino Unido. El siguiente álbum, Crash, surgió de las sesiones de Jam y Lewis y alcanzó el número siete en el Reino Unido.

## Años 1990

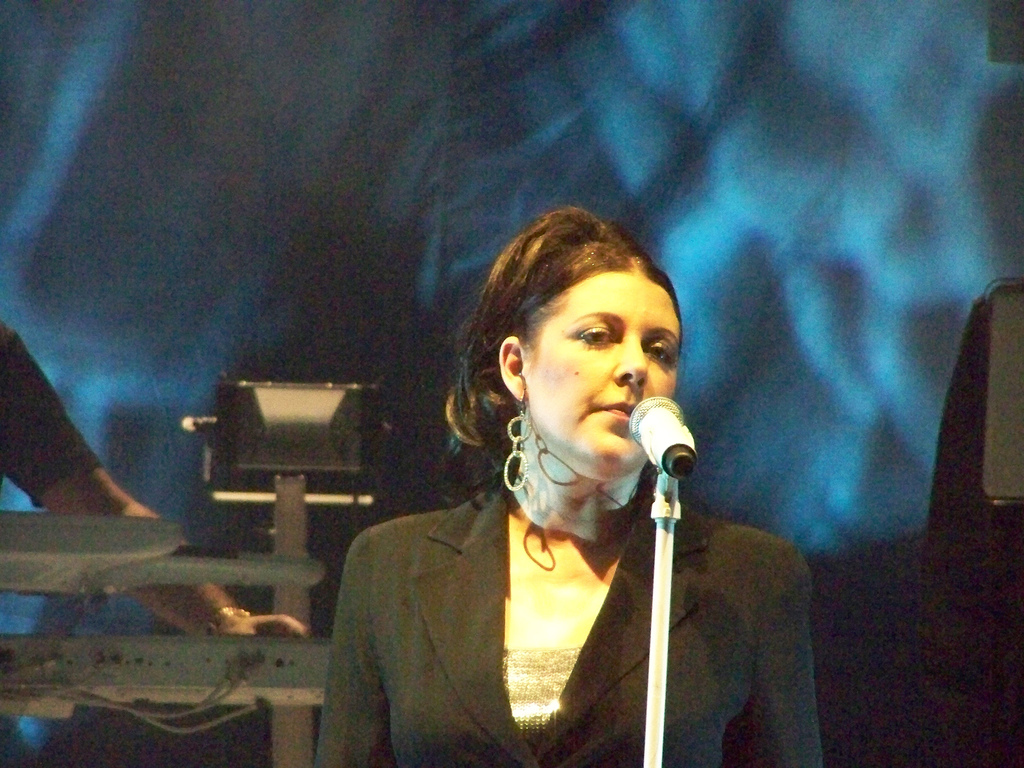
Catherall en 2007

The Human League volvió a reunirse para su álbum de 1990, Romantic ?, en el que Catherall contribuyó con la voz, pero el álbum no fue bien recibido, apenas llegó a las listas y recibió poco apoyo de la crítica. A estas alturas, The Human League estaba formada únicamente por Catherall, Philip Oakey y Susan Sulley con músicos de apoyo.
The Human League fundó un nuevo sello discográfico, en forma de discos EastWest. Utilizando material rechazado por Virgin y nuevo material escrito por Oakey y Sutton, la banda lanzó un nuevo álbum de estudio en 1995. Impulsado por algunos sencillos amigables con la radio, Octopus devolvió a la banda al top #10 del Reino Unido por primera vez desde la década de 1980. Además de actuar en programas musicales de televisión del Reino Unido, varios programas de entrevistas estaban ansiosos por entrevistar a la banda.

## Vida personal
Catherall y Philip Oakey tenían una relación. Se separaron amistosamente después de varios años, siendo amigos y colegas. En un momento, los medios británicos informaron erróneamente que Catherall y Oakey se habían casado, una historia que de vez en cuando todavía se repite. Posteriormente en 1995 Joanne Catherall se casó.
En 1997, Joanne Catherall se convirtió en madre y dio a luz a un hijo llamado Elliot. Ella es la única miembro del trío que tiene hijos.

## Discografía
- Dare (1981)
- Hysteria (1984)
- Love and Dancing (1982)
- Fascination! (1983)
- Crash (1986)
- Romantic? (1990)
- Octopus (1995)
- Secrets (2001)
- Credo (2011)

## Premios
- 1982: el premio BRIT – (con The Human League) – 'Best British Breakthrough Act'
- 2004: el premio Q – (con The Human League) – 'Premio Q a la Innovación en sonido'
- Nominada al premio Grammy en 1982 por Best International Act (con The Human League)